# 자오훙주

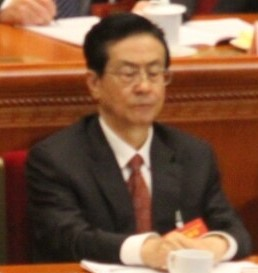

자오훙주(중국어 간체자: 赵洪祝, 정체자: 趙洪祝, 병음: Zhào Hóngzhù, 1947년 7월 ~ )는 중화인민공화국의 정치인이다. 저장성 당 위원회 서기와 중국공산당 중앙기율검사위원회 부서기를 지냈다.

## 생애
내몽골 자치구 닝청현 출신이다. 1969년 8월에 중국 공산당에 입당했다. 중국인민해방군총후근부 모 부서 정치처 주임과 내몽골자치구 후룬베이얼시 목축관리국 당위원회 상무위원, 정치부 주임, 내몽골 자란툰시 농목장 당위원회 상무위원, 부서기, 기율검사위원회 서기, 중국공산당 내몽골 자치구 싱안맹 당위원회 조직부 간부과 과장, 짜라이터 기 당위원회 부서기, 내몽골 자치구 싱안맹 당위원회 위원, 싱안맹 조직부 부부장, 싱안맹 당위원회 부서기, 당 중앙기율검사위원회 연구실 부주임, 판공청 부주임, 주임, 중앙기율검사위 간부실 주임 등을 역임했다.
1997년 9월, 당 중앙기율검사위 상무위원과 부비서장, 판공청 주임을 겸임했다. 1998년 중앙기율검사위 상무위원과 감찰부 부부장을 지냈고 2000년 중앙기율검사위 상무위원과 중앙조직부 부부장을 거쳐 2003년 중앙기위 상무위원과 중앙조직부 상무부부장을 지냈다. 2006년 중국공산당 농촌공작영도소조 위원이 되었고 2007년 중국공산당은 자오훙주를 중국공산당 저장성 성위원회 위원과 상무위원, 서기로 지명했다. 같은해 6월 중국공산당 저장성 제12기 제1차 전체회의에서 저장성 당위원회 서기로 선출되었다. 2008년 1월 저장성 제11기 인민대표대회 제1차 회의에서 저장성 인민대표대회 주임으로 선출되었다.
2012년 6월 중국공산당 저장성 제13기 제1차 전체회의에서 자오훙주의 성위원회 서기직 연임을 의결했고 2012년 11월 중국공산당 18기 1중 전회에서 중국공산당 중앙서기처 서기 겸 중앙기율검사위원회 부서기로 선출했다. 2012년 저장성 성위원회 서기에서 물러났다.